# Pray (chanson de Tommy heavenly6)
Cet article concerne la chanson de Tommy heavenly6. Pour la chanson de Justin Bieber, voir Pray.
Pour les articles homonymes, voir Pray (homonymie).
Singles de Tommy heavenly6
I'm Gonna Scream+
(2006) Lollipop Candy♥BAD♥girl
(2006)
Pray est le 5e single de Tommy heavenly6 sorti le 5 juillet 2006 au Japon. Il atteint la 10e place du classement de l'Oricon et reste classé pendant 13 semaines. Pray et About U se trouvent sur l'album Heavy Starry Heavenly; Pray se trouve aussi sur la compilation Gothic Melting Ice Cream's Darkness "Nightmare". C'est également le premier opening de l'animé Gintama.
Toutes les paroles sont écrites par Tommy heavenly6.
| 1. | Pray                                        |  |
| 2. | About U                                     |  |
| 3. | Lost My Pieces (Melancholic Guitar Version) |  |
| 4. | Pray (Original Instrumental)                |  |

| 1. | Pray (PV) |  |